# Щит (геологія)
Щит (географія) (англ. shield, нім. Schild m) – у геології – глибоко еродована (розмита) ділянка земної поверхні, яка
протягом тривалого часу лишалася стабільною, а тому була пенепленізована та вигнута вгору на кшталт щита.